# Madonna van het Magnificat
De Madonna van het Magnificat (Italiaans: Madonna del Magnificat) is een schilderij van Sandro Botticelli uit circa 1483. Sinds 1784 maakt het deel uit van de collectie van de Galleria degli Uffizi in Florence.

## Herkomst
Het is niet bekend wie opdracht gaf voor deze tondo. Omdat er verwijzingen zijn naar Johannes de Doper, de patroonheilige van Florence, is het waarschijnlijk dat het werk uit die stad afkomstig is. De ronde vorm was typerend voor werken die in een voorkamer of slaapkamer hingen, wat erop zou wijzen dat het een werk voor privédevotie was. De omvang van het werk kan er echter ook op duiden dat het in een rechtbank hing, waar vaak religieuze schilderijen te zien waren.
De eerste zekere vermelding van het schilderij dateert uit 1784, toen Ottavio Magherini het aan de Uffizi verkocht. Er zijn zeker tien kopieën bekend, waaronder een in het Musée Fabre in Montpellier en een in de Morgan Library & Museum in New York.

## Voorstelling
Op het schilderij is te zien hoe Maria wordt gekroond door twee engelen. Een doorschijnende sluier bedekt haar golvende blonde haar bedekt en om haar schouders draagt ze een Byzantijnse sjaal. Ze schrijft de opening van het Magnificat op de rechterpagina van een boek; op de linkerpagina staat een deel van de Lofzang van Zacharias. Jezus, die op de schoot van zijn moeder zit, leidt haar hand, kijkend naar zijn moeder of misschien naar de helderblauwe lucht. In haar linkerhand houdt Maria een granaatappel. De rode zaadjes van de vrucht staan symbool voor het bloed van de passie. 
Links verdringen drie engelen zich rond het boek, ogenschijnlijk in een diep gesprek met elkaar. De buitenste engel, die de kroon vasthoudt, wordt hierdoor te veel naar de rand gedrongen, waardoor Botticelli een te lange arm moest schilderen. De achtergrond wordt gevormd door een boogvenster van blauw-grijs zandsteen (pietra serena) dat uitzicht geeft op een helder en sereen rivierlandschap.
Het Magnificat, een lofzang die ook bekend staat als Het Lied van Maria, is afkomstig uit het Evangelie van Lucas. In dit bijbelvers wordt verteld hoe Maria haar nicht, Elisabet, die zwanger is van Johannes de Doper. Terwijl Johannes in Elizabeths baarmoeder beweegt, prijst Maria God voor de gunst die hij haar heeft verleend. Het Lied van Zacharias, is een andere lofzang afkomstig uit het Evangelie van Lucas Zacharias sprak deze woorden uit tijdens de besnijdenis van zijn zoon, Johannes de Doper.
Sommige kunsthistorici hebben in Maria een portret gezien van Lucrezia Tornabuoni, de vrouw van Piero de' Medici. De twee engelen die het boek vasthouden zouden haar zonen Lorenzo en Giuliano voorstellen. Er bestaat echter geen bewijs voor deze hypothese. De identiteit van de Madonna is onbekend en kan eenvoudigweg een van de vele generieke Madonna-figuren zijn die Botticelli gedurende zijn hele carrière schilderde.
De kostbare en briljante kleuren, de scherpe en duidelijke contourlijn, de lineaire elegantie en het onberispelijke ontwerp kenmerken het paneel en wijzen op de invloed van Filippo Lippi, de eerste meester van Botticelli. Het ideaal van de melancholische en volmaakte schoonheid van Maria komt ook van Lippi, ook al gaf Botticelli zijn Madonna een meer aristocratische en onbereikbare uitstraling.

## Afbeeldingen

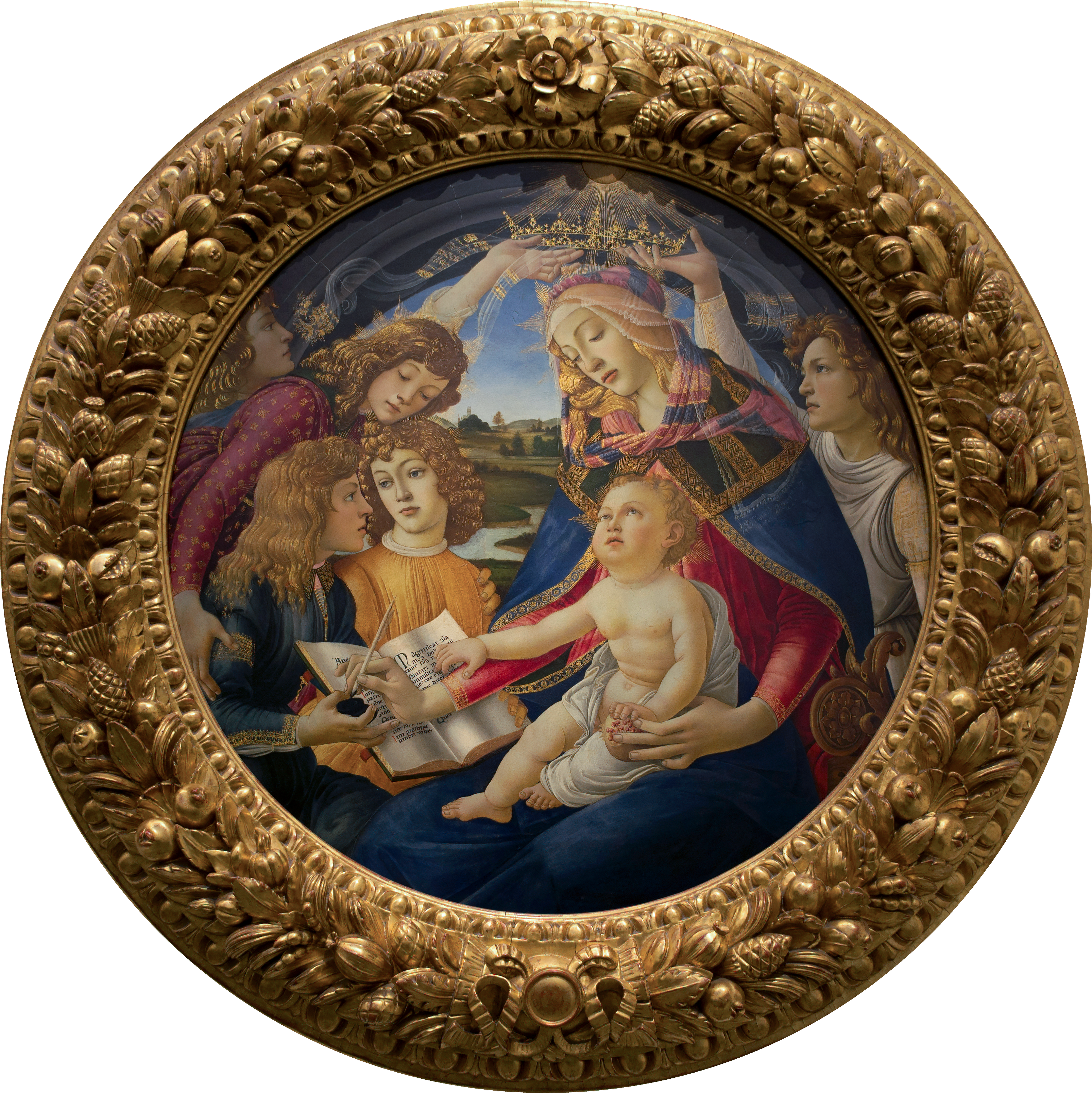
Het schilderij met lijst
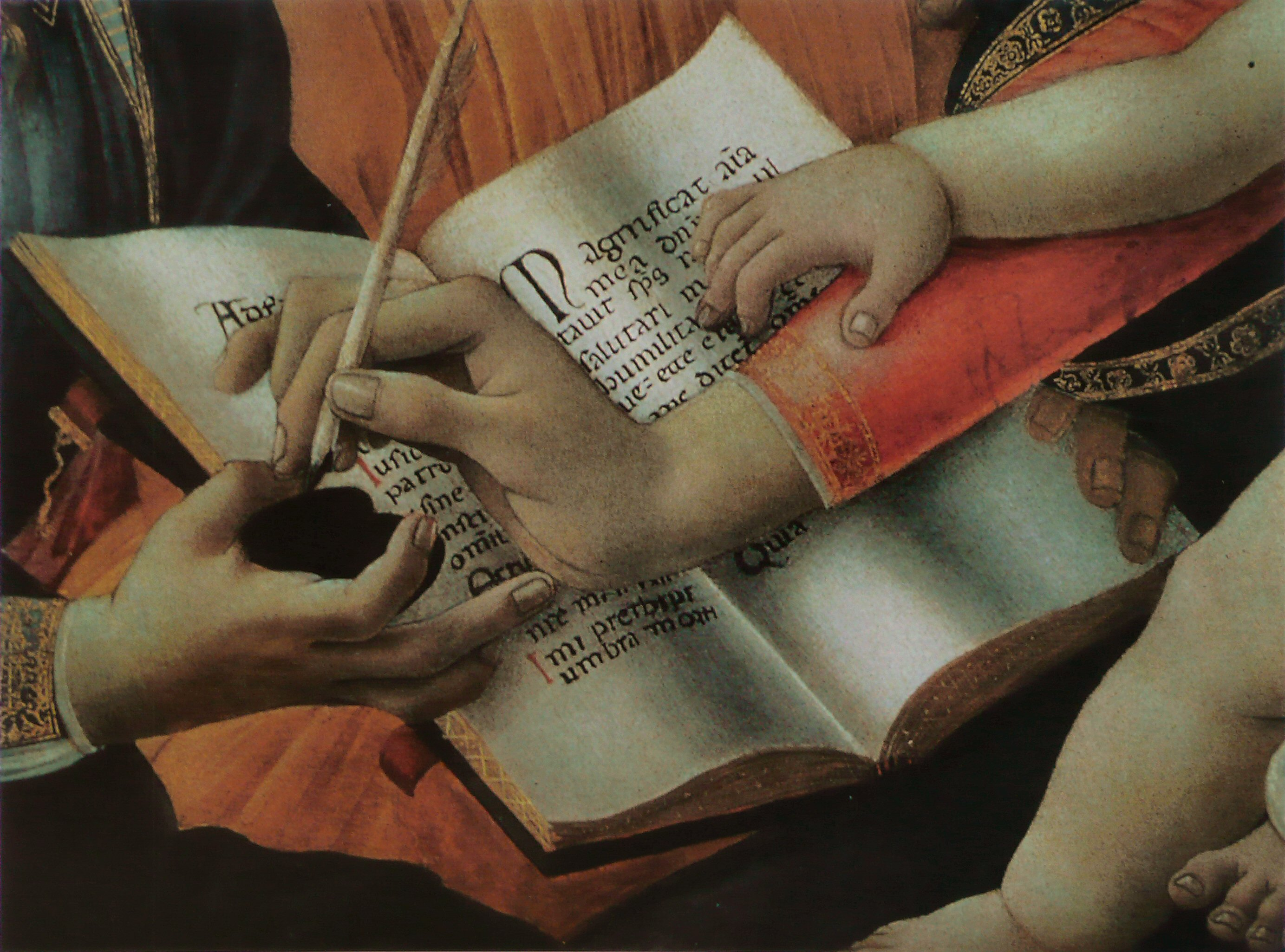
Detail
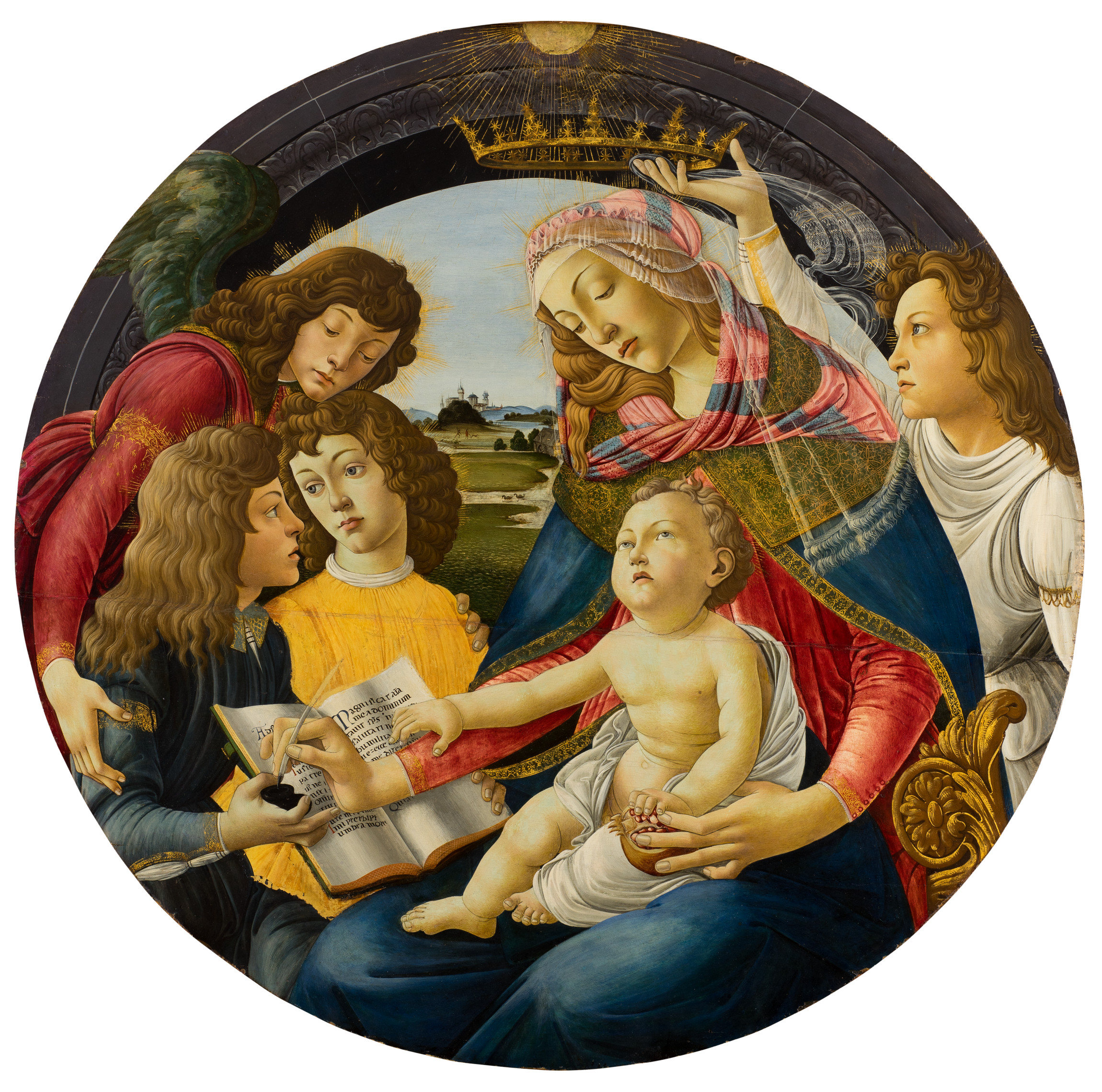
Kopie in het Musée Fabre
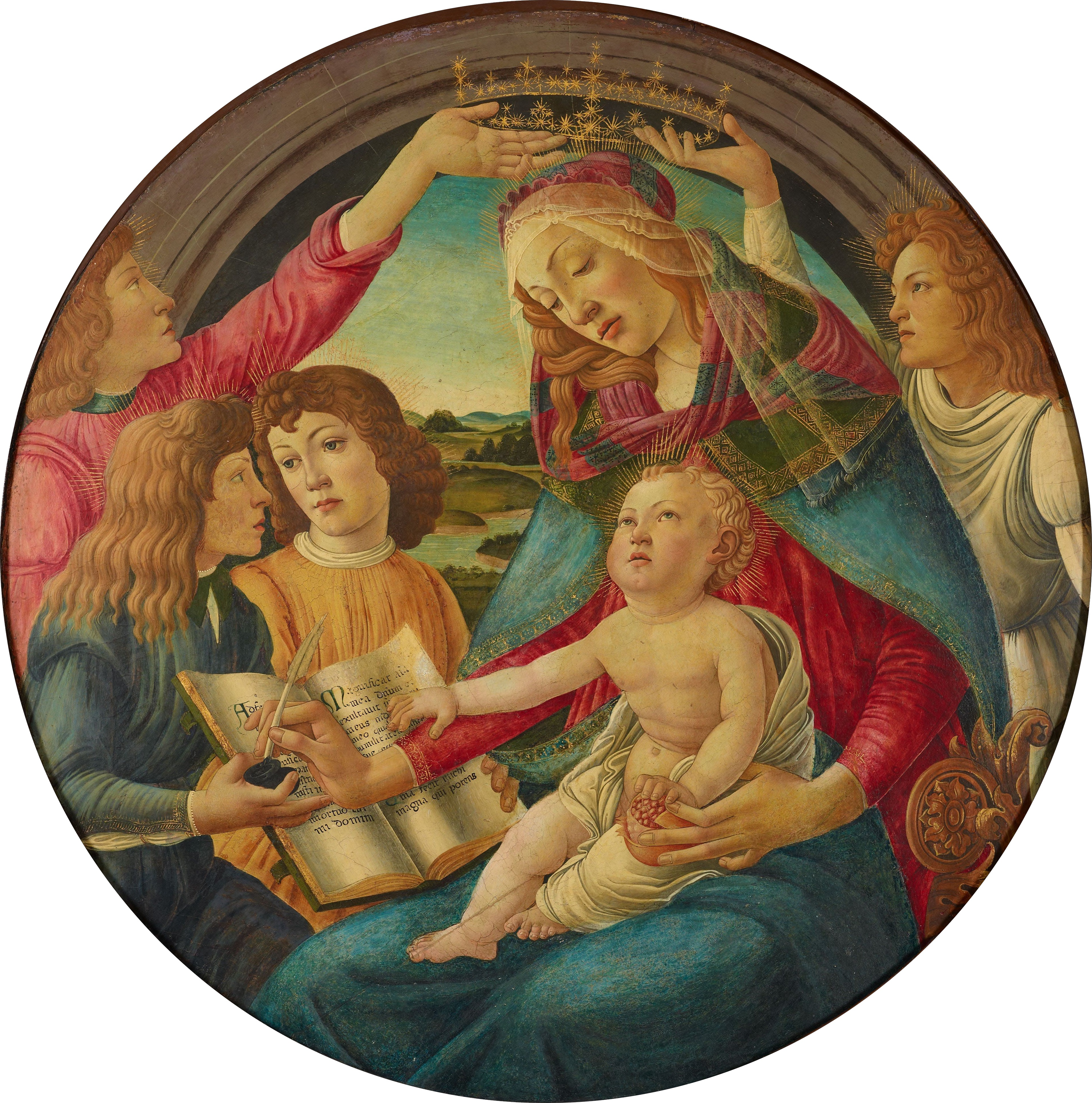
Kopie in de Morgan Library & Museum
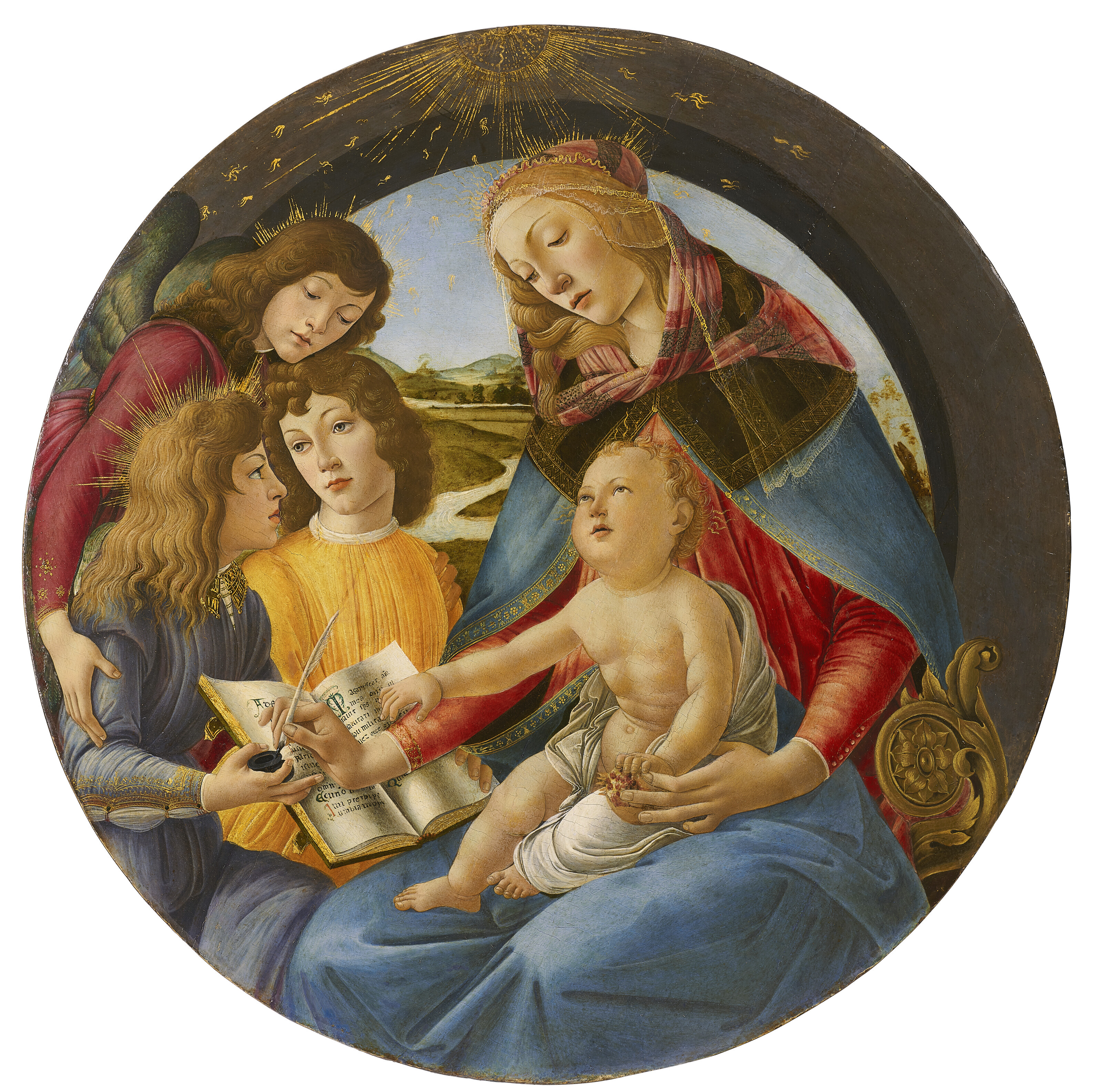
Allen tondo